# 빈지아 전투
빈지아 전투(베트남어: Trận Bình Giã)는 1964년 12월 28일부터 1965년 1월 1일까지 베트남 전쟁 기간 동안 베트남 공화국 프억투이성(현재 바리어붕따우성의 일부) 빈자에서 남베트남 민족해방전선 (베트콩)과 베트남 인민군이 벌인 전투이다.
1964년은 베트남 전쟁에서 결정적인 전환점이었다. 1963년 응오딘지엠 대통령이 실각한 후, 베트남 공화국의 최고 육군 장성들은 베트콩의 신흥 세력과 싸우기보다는 군부 주도 정부의 통제권을 놓고 서로 다투었다. 남베트남 정부의 취약성은 전장에서 드러났고, 군은 베트콩에 맞서 큰 좌절을 겪었다. 사이공의 정치적 불안정성을 틈타 하노이 지도자들은 전쟁을 준비하기 시작했다. 비록 베트남 민주공화국의 정치국 핵심 구성원들은 국가 통일을 위한 최선의 전략에 대해 의견을 달리했지만, 궁극적으로 남베트남 정부와 미국 동맹국들에 맞서 무력 투쟁을 준비했다.:82
1964년 말, 베트콩은 베트남 공화국 육군 (ARVN)에 대한 일련의 대규모 군사 작전을 시작했다. 동계-춘계 공세의 일환으로, 두 개의 베트콩 연대가 빈자에서 ARVN 병력을 공격했으며, 처음으로 대규모 정규 전투를 벌였다. 4일 동안 베트콩은 자신들의 위치를 지키며 ARVN이 보낼 수 있는 최정예 부대들을 격파한 후 철수했다.

## 배경
1964년, 베트남 공화국의 정치 상황은 여전히 혼란스러웠다. 지엠을 축출한 쿠데타 이후, 남베트남을 통치하던 군사혁명위원회는 정책과 계획 모두에서 방향성이 부족했고, 인구로부터 정치적 지지를 얻지 못했기 때문에 베트콩이 시골 지역에서 상당한 기반을 확보하면서 군사 상황은 빠르게 악화되었다. 게다가 군사혁명위원회의 의장인 즈엉반민 장군과 그의 민간인 총리 응우옌응옥터는 군사력 사용보다는 정치적 해결을 선호하여, 남베트남에서 베트콩과 싸울 최선의 전략을 놓고 미국과 충돌하게 되었다. 결과적으로 이 두 사람은 사이공에서 실제 정치 권력을 쥐고 있던 군 장성들 사이에서 점점 더 인기가 없어졌다. 1964년 1월 30일, 응우옌카인 장군은 단 한 발의 총성 없이 민을 군사혁명위원회에서 성공적으로 축출했다. 그 해 대부분 동안 카인은 베트콩과의 전투보다는 정치 권력 공고화에 대부분의 노력을 쏟았다.:337
사이공의 정치적 혼란과 대조적으로, 베트남 민주공화국과 베트콩의 공산주의 지도부는 남베트남 정부와 미국인들과 싸울 최선의 전략에 대해 훨씬 더 우려했다. 하노이와 베트콩의 모든 지도자들은 조국 통일이라는 동일한 목표를 공유했지만, 베트남 공산당 내의 여러 파벌은 목표 달성을 위한 최선의 방법에 대해 의견을 달리했다.:82 베트남 민주공화국의 정치국 구성원들은 평화 공존에 대한 소련의 전략과 신흥국에서 민족 해방 운동을 지원하는 중국의 전략을 둘러싼 문제로 분열되었다.:82 의견 차이에도 불구하고, 공산당 지도부는 궁극적으로 남베트남에서 무력 투쟁을 준비했다. 하노이의 관점에서 사이공의 군사 정권은 공산주의 주력군이 아직 정규전을 치를 준비가 되지 않았기 때문에 버틸 수 있었고, 따라서 베트남 민주공화국은 최단 시간 내에 군사력 발전에 집중해야 했다. 그러나 그 동안에는 미군이 전면적으로 개입하는 것을 막기 위해 전쟁을 현재 수준으로 유지해야 했다.:82
1964년 10월 11일, 베트콩은 공산주의 동계-춘계 공세의 일환으로 일련의 군사 작전을 수행하라는 명령을 받았다. 베트콩 남부 사령부(B-2 전선 메콩강 삼각주)는 쩐 딘 쑤의 지휘 아래 부사령관 응우옌 호아, 정치 위원 레 쫑 딴으로 구성된 하위 사령부를 설립했다.:83 그들의 임무는 ARVN 정규군에 피해를 입히고 이전 지엠 정권이 건설한 전략촌을 파괴하는 것이었다. 베트콩은 14번 국도를 따라 빈롱성-프억롱성과 바리아-롱칸 지역을 공세의 주요 목표로 설정했다. 한편, 하노이의 중앙 군사 위원회는 응우옌 찌 탄 장군을 남베트남 내 베트남 민주공화국 군사 작전 사령관으로 임명했다. 레 쫑 딴, 쩐 도 소장과 호앙 깜 대령과 같은 다른 고위 장교들도 1964년 11월에 시작될 군사 증강을 감독하기 위해 남베트남으로 파견되었다.:83

## 서곡
1964년 7월, 베트콩 제271연대와 제272연대는 임무 수행을 위해 빈즈엉성, 빈롱, 프억롱성으로 이동하기 시작했다. 작전의 첫 단계에서 베트콩 연대들은 산상, 깜세, 동사, 타이카이의 여러 전략촌을 점령했다.:16 1964년 8월에서 9월 사이에 베트콩 연대들은 14번 국도에 위치한 남베트남 전초 기지에 추가 압력을 가하기 위해 빈즈엉과 짜우타인으로 깊숙이 침투했다. 작전의 두 번째 단계에서 베트콩은 두 개의 ARVN 보병 중대를 기습하고 M24 채피 경전차와 M113 장갑차로 구성된 다섯 대의 장갑차를 파괴했다. 베트콩은 빈미와 빈꺼의 전략촌에서 ARVN 정규군을 격파했다.:16

남베트남 민족해방전선 제272연대장 따 민 캄 대령(왼쪽에서 두 번째)과 다른 고위 베트콩 장교들

작전의 초기 단계가 완료된 후, 베트콩군은 재편성하여 롱칸현 지역에서 다음 공세를 준비하라는 명령을 받았다. 두 연대의 베트콩 병사들은 D 전쟁 지역에 집결하여 잘 요새화된 적의 거점을 공격하는 훈련을 받았다.:19 1964년 11월 20일, 베트콩은 D 전쟁 지역에서 200km 행군을 마치고 롱칸 전장에 도착했다.:19 전장에서 베트콩 제186대대 (제6군구 소속), 제500대대와 제800대대 (제7군구 소속), 제445중대도 공세에 합류했다.:84 바리아-롱칸 지역에서 공세를 시작하기 위해 베트콩은 빈자를 다음 목표로 선정했다. 빈자는 사이공에서 약 67km 떨어진 프억투이성에 위치한 작은 마을이었다.:34
1964년에 빈자에는 약 6,000명의 주민이 살았으며, 대부분은 확고한 반공주의자들이었다. 빈자 주민들은 공산주의 박해에 대한 두려움 때문에 자유를 향한 통로 작전 기간인 1954년에 북베트남에서 탈출한 로마 가톨릭 난민들이었다.:34 주력 전투를 준비하기 위해 베트콩 제272연대는 주간 지방도 2호선과 15호선을 차단하고 전장 남서쪽 측면에서 빈자로 접근하려는 모든 남베트남 부대를 파괴하라는 명령을 받았다. 전투가 시작되기 전 며칠 동안 베트콩은 자주 나와 지역 민병대를 괴롭혔다.
12월 4일에서 5일 밤에 베트콩 지방군 중대가 빈자를 공격했고, 동시에 제1연대 일부가 수 킬로미터 떨어진 득탄현 본부를 정찰했다. 5일 새벽까지 베트콩은 완고한 저항 때문에 빈자의 일부만 점령할 수 있었다. 이후 ARVN은 구원 작전을 펼쳤다. 레인저 중대가 도로를 통해 방해받지 않고 마을로 행진했다. 미국인들은 베트콩이 더 큰 먹이를 잡으려 다음 기습을 계획하고 매복하지 않기로 결정했다고 추측했다. 그러나 더 많은 병력을 도로로 보내는 대신, 미 육군 헬리콥터가 제38레인저대대 나머지를 공중으로 수송하여 제2연대가 설치한 매복을 피했다. 첫 번째 중대와 합류한 후, 레인저들은 빈자를 탈환했고, 전사자 7명, 부상자 14명, 실종자 5명의 손실을 입었다. 베트콩은 23구의 시체를 남겼다.
12월 7일~8일 밤, 두 개의 베트콩 중대가 빈자를 다시 공격했고, 두 개의 대대가 덧도현 본부를 공격했으며, 베트콩 포병은 쑤옌목과 득탄현 본부, 그리고 반끼엡의 CIDG 캠프를 포격했다. 포격은 별다른 효과가 없었고, 빈자는 버텨냈다. 덧도현에서는 54명의 지역 병사와 장갑차가 전투기-폭격기의 도움을 받아 4차례의 지상 공격을 격퇴했다.
12월 9일 제3군단은 확산되는 위협에 대응하여 득탄과 빈자 사이의 2번 고속도로를 정화하기 위해 M113 부대를 보냈다. 베트콩 제2연대는 4일 동안 그러한 움직임을 기다리고 있었다. 연대는 푸억투이 성 바리아의 수도에서 북쪽으로 약 12km 떨어진 고무 농장을 통과하는 도로에서 호송대를 공격했다. 교전은 선두 M113 아래에서 지뢰가 폭발하여 전차가 파괴되고 부대 지휘관이 사망하면서 시작되었다. 베트콩은 도로 한쪽에서 총격을 가했다. 부대는 도로를 벗어나 고무나무 줄 사이로 적을 향해 이동하며 대응했다. 나무 줄은 전진 및 후진 이동을 허용했지만 다른 종류의 기동은 방해했다. 장갑차가 전진하자 도로 반대편에 배치된 베트콩 무반동총은 장갑차 후방에 발포했다. 베트콩 병사들은 그 후 돌격하여 파괴 폭약을 설치하고 차량 개구부에 수류탄을 던졌다. 전투는 치열했다. 미 육군 건쉽 9대가 매복 시작 15분 이내에 도착하여 지원 사격을 가하고 14대의 전투기-폭격기 출격에 대한 목표를 표시했다. 약 한 시간 후, 14대의 M113 중 8대가 성공적으로 이탈했다. 21시, 살아남은 장갑차들은 미 육군 헬리콥터로 수송된 레인저 중대와 합류하여 부상자를 회수하기 위해 전진했지만, 베트콩이 시도를 막았다. 매복으로 M113 6대, 3.5인치 로켓 발사기 6대, 81mm 박격포 1문, 50구경 기관총 1정이 파괴되었다. 베트콩은 50구경 기관총 2정, 30구경 기관총 5정, 브라우닝 자동소총 2정, 소총 24정을 노획했다. ARVN은 전사 12명, 부상 31명, 실종 10명의 손실을 입었다. 베트콩은 전사 1명과 무기 1점을 남겼으며, 동맹국은 베트콩이 추가로 100명의 사상자를 후송했다고 추정했다. 베트콩은 제272연대가 M113 16대를 포함한 전체 부대를 파괴했다고 주장했다.:19
그 다음 이틀 동안 ARVN은 적이 숨어 있을 수 있다고 생각되는 매복 장소와 인근 맹그로브 늪을 수색했지만 아무런 결과도 얻지 못했다.
12월 17일, 레인저 제복과 붉은 베레모를 착용한 베트콩 병사들이 프억투이 롱하이 근처에서 호송대를 기습하여 4명을 사살하고 3명에게 부상을 입혔으며, 장갑차 한 대와 트럭 한 대를 파괴했다. 그들은 다른 장갑차와 트럭에도 피해를 입히고 기관총 한 정과 무기 29정을 노획했다. ARVN 병사 21명이 실종되었다. 베트콩은 제272연대가 장갑차 6대를 파괴했다고 주장했다.:19

## 전투
1964년 12월 28일 04시 45분, 박격포와 무반동총 사격이 득탄 기지를 강타하는 동안, 베트콩 제271연대와 제445중대 일부가 빈자 동쪽 외곽을 침투했다. 그곳에서 그들은 약 65명 규모의 남베트남 지방군 민병대원들과 충돌했다. 민병대원들은 베트콩과 그들의 압도적인 화력에 대적할 수 없었고, 재빨리 지하 벙커로 후퇴하여 도움을 요청했다.:48 마을이 점령되자, 베트콩 연대장 따 민 캄 대령은 주교회에 지휘소를 설치하고 중박격포, 기관총, 무반동총 형태로 도착할 새로운 증원군을 기다렸다.:48 남베트남 헬리콥터 공격에 맞서기 위해 캄의 부대는 지뢰와 철조망으로 보호되는 참호와 벙커로 마을 주변에 방어 진지를 구축했다. 지역 가톨릭 사제이자 마을 촌장이었던 그는 바리아 지역 본부에 자전거 전령을 보내 구원 병력을 요청했다.:51
12월 29일, ARVN 제33레인저대대 소속 두 개 중대와 제30레인저대대 소속 한 개 중대가 미 제118항공중대 헬리콥터로 빈자 서쪽 지역으로 공수되어 규모를 알 수 없는 베트콩 병력에 맞섰다.:337 레인저들이 착륙지에 도착하자마자, 그들은 치명적인 매복으로 베트콩에게 재빨리 압도당했다.:337 제30레인저대대 전체가 공격에 투입되었지만, 그들 역시 처음에는 강력한 베트콩 방어선을 뚫지 못했다. 그 후 여러 레인저 중대가 여러 방향에서 공격하기 위해 도착했다. 제33레인저대대 소속 두 개 중대가 북동쪽에서 진격했다. 그 중 하나는 마을 외곽에 도달했지만, 베트콩 방어선을 뚫을 수 없었다. 다른 하나는 적의 측면을 공격하려다 개방된 지형의 살상지대로 유인되어 중화기로 무장한 세 개의 베트콩 대대에 의해 매복 공격으로 빠르게 전멸당했다. 두 개 중대는 70%의 사상률을 기록했으며, 생존자들은 인근 가톨릭 교회로 후퇴해야 했다. 제30레인저대대는 서쪽 방향에서 공격하여 지역 주민들의 도움을 받아 마을로 진입하는 데 성공했다. 그러나 대대장과 그의 미국인 고문이 심하게 부상을 입는 등 막대한 손실을 입었다. 빈자 지역 주민들은 사망한 레인저들에게서 무기와 탄약을 회수하고 부상당한 정부군 병사들을 베트콩으로부터 숨겼다. 반면, 제38레인저대대는 베트콩의 저항 없이 전장에 상륙했고, 즉시 남쪽에서 빈자로 진격했다. 제38레인저대대 병사들은 하루 종일 싸웠지만, 교회에 숨어있는 생존자들과 합류하기 위해 베트콩 방어선을 뚫을 수 없었고, 베트콩 전투원들이 그들을 포위하기 위해 움직이는 것을 섬멸하기 위해 박격포 사격을 요청한 후 후퇴했다.
12월 30일 아침, 남베트남 제4해병대대는 헬리콥터로 빈자에 투입되었다. 제1/4해병대대는 빈자 외곽에 가장 먼저 도착한 부대였지만, 제1중대장은 목표로 이동하는 대신 대대 나머지 부대가 도착할 때까지 착륙지점을 확보하기로 결정했다. 대대 나머지 부대가 도착한 후, 그들은 포위된 레인저들을 구원하기 위해 가톨릭 교회를 향해 행진했다. 약 한 시간 반 후, 제4해병대대는 제30, 33, 38레인저대대와 합류했고, 베트콩은 북동쪽으로 철수하기 시작했다. 그날 오후, 제4해병대대가 마을을 수색했지만, 베트콩은 보이지 않았다. 모든 부대가 전날 밤 마을에서 철수하여 숲에서 다른 베트콩 부대와 합류하여 정부 구원군을 공격했기 때문이었다. 12월 30일 저녁, 베트콩은 빈자로 돌아와 마을의 남동쪽 외곽에서 공격했다. 접근하는 베트콩을 발견한 지역 주민들은 즉시 경보를 울려 마을을 방어하는 ARVN 병사들에게 알렸다. 남베트남군은 붕따우 공군 기지에서 출격한 미 육군 헬리콥터 건쉽의 지원을 받아 베트콩을 격퇴할 수 있었다. 베트콩을 추격하는 동안, 미 제68강습헬리콥터중대 소속 헬리콥터 건쉽 한 대가 빈자에서 약 4km 떨어진 광자오 고무 농장에 추락하여 승무원 4명이 사망했다.
12월 31일, 제4해병대대는 추락한 헬리콥터를 찾아 사망한 미국인 승무원들의 시신을 수습하라는 명령을 받았다. 제4해병대대 사령관 응우옌 반 노 소령은 미국인 고문의 조언에 반하여 제2/4해병대대 중대를 광자오 고무 농장으로 보냈다. 제4해병대대는 모르는 사이에, 베트콩 제271연대가 농장에 집결해 있었다. 빈자를 출발한 지 약 한 시간 후, 제2/4해병대대장은 무전으로 부대가 헬리콥터 잔해와 미국인 승무원 4명의 시신을 발견했다고 보고했다. 곧이어 베트콩이 총격을 가했고 제2/4해병대대는 후퇴할 수밖에 없었다. 제2중대를 구하기 위해 제4해병대대 전체가 베트콩과 대치하기 위해 파견되었다. 제4해병대대의 선두 부대가 광자오 농장에 접근하자, 그들은 정확한 베트콩 포병 사격을 받았고, 곧이어 반복되는 인해전술 공격이 이어졌다. 베트콩의 매복 공격으로 막대한 사상자를 낸 제2/4해병대대는 총검을 장착한 채 농장을 빠져나가야 했다.:72 그 과정 내내 중대는 포병 지원을 받지 못했는데, 농장이 프억투이와 바리아에 주둔한 105mm 포병 사거리 밖이었기 때문이었다. 그러나 그들은 미 항공기와 헬리콥터의 결정적인 지원으로 탈출했으며, 로켓 공격은 베트콩을 후퇴시키고 추격 시도를 중단시켰다.
12월 31일 늦게, 제4해병대대 소속 3개 중대가 15시 15분까지 추락 현장으로 돌아왔고, 미국인 무덤이 발견되어 시신이 발굴되었다. 미군 헬리콥터 한 대가 4명의 미국인 승무원의 시신을 수송했고, 남베트남 사상자들은 다른 헬리콥터가 도착하기를 기다려야 했다. 16시 30분, 포병 지원을 받은 3개의 베트콩 대대가 갑자기 추락 현장의 해병 중대를 공격했다. 대대 지휘관과 부지휘관은 즉시 사망했고, 항공 지원은 불가능했으며, 중대는 압도당했다. 근처 도로 교차점에 있던 다른 두 개의 해병 중대도 공격을 받았지만, 빈자로 후퇴하는 데 성공했다. 제4해병대대는 응우옌 노 소령과 다른 장교 28명을 포함하여 전사 122명, 부상 71명, 그리고 고문인 도널드 쿡 대위를 포함하여 여러 명이 포로로 잡히는 손실을 입었다.
1월 1일, ARVN 공수 증원군 3개 대대가 도착했지만, 대부분의 베트콩이 이미 전장에서 철수했기 때문에 너무 늦었다.:339
1965년 1월 1일과 3일, 제2연대는 각각 10대와 16대의 차량 호송대를 파괴했다. 이 두 작전 사이에 1월 2일 해질 무렵, 연대는 빈자와 바리아 사이의 도로를 경비하던 병력이 부족한 지역군 대대와 전차 부대를 공격했다. 그들은 로켓추진유탄과 무반동총을 사용하여 M24 전차를 공격했다. 두 번째 전차 부대가 지원을 시도했지만, 두 대의 불타는 전차가 도로를 막았고, 도로를 따라 늘어선 고무나무 때문에 어둠 속에서 전진하는 것이 불가능했다. 전투는 밤새도록 격렬하게 이어졌다. 새벽에는 ARVN 사상자 20명과 전차 4대, M113 1대가 손상되거나 파괴된 것이 드러났다. 이러한 일련의 교전 후, B-2 전선은 두 주력 연대를 철수시켰다. 남베트남은 그들을 요격하기 위해 헛된 시도를 했고, 그 과정에서 대규모 터널 단지를 발견했다.

## 여파
빈자 전투는 특히 메콩강 삼각주 지역에서 베트콩의 군사력과 영향력이 성장하고 있음을 보여주었다. 베트콩이 대규모 작전을 개시하고, 장갑, 포병, 헬리콥터로 무장하고 미군의 항공 지원과 군사 고문의 도움을 받는 정부군에 맞서 4일 동안 버티며 싸운 것은 이번이 처음이었다. 베트콩은 베트남 민주공화국으로부터 군수품을 충분히 공급받으면 ARVN의 최정예 부대에조차 싸워 피해를 입힐 수 있는 능력이 있음을 보여주었다.
베트콩은 작전 결과 제33레인저대대와 제4해병대대, 기갑 기병대, 그리고 여러 소규모 부대 등 두 개의 정부군 대대가 파괴되었다고 주장했다. 그들은 또한 남베트남군 1,731명과 미군 52명을 사살했으며, 남베트남군 297명과 미군 3명을 포로로 잡았다고 주장했다. 그들은 연합군의 물자 손실이 헬리콥터 35대, L-19 1대, A-1 2대, M113 22대, M24 5대, 트럭 18대, 지프 2대, 무기 611정, 탄약 50,000발이라고 보고했다. 마지막으로 베트콩은 20,000명 이상의 사람들을 통제하게 되었다고 주장했다. 베트콩 저자들은 그들 자신의 "사상자가 많았다"고 인정했다.

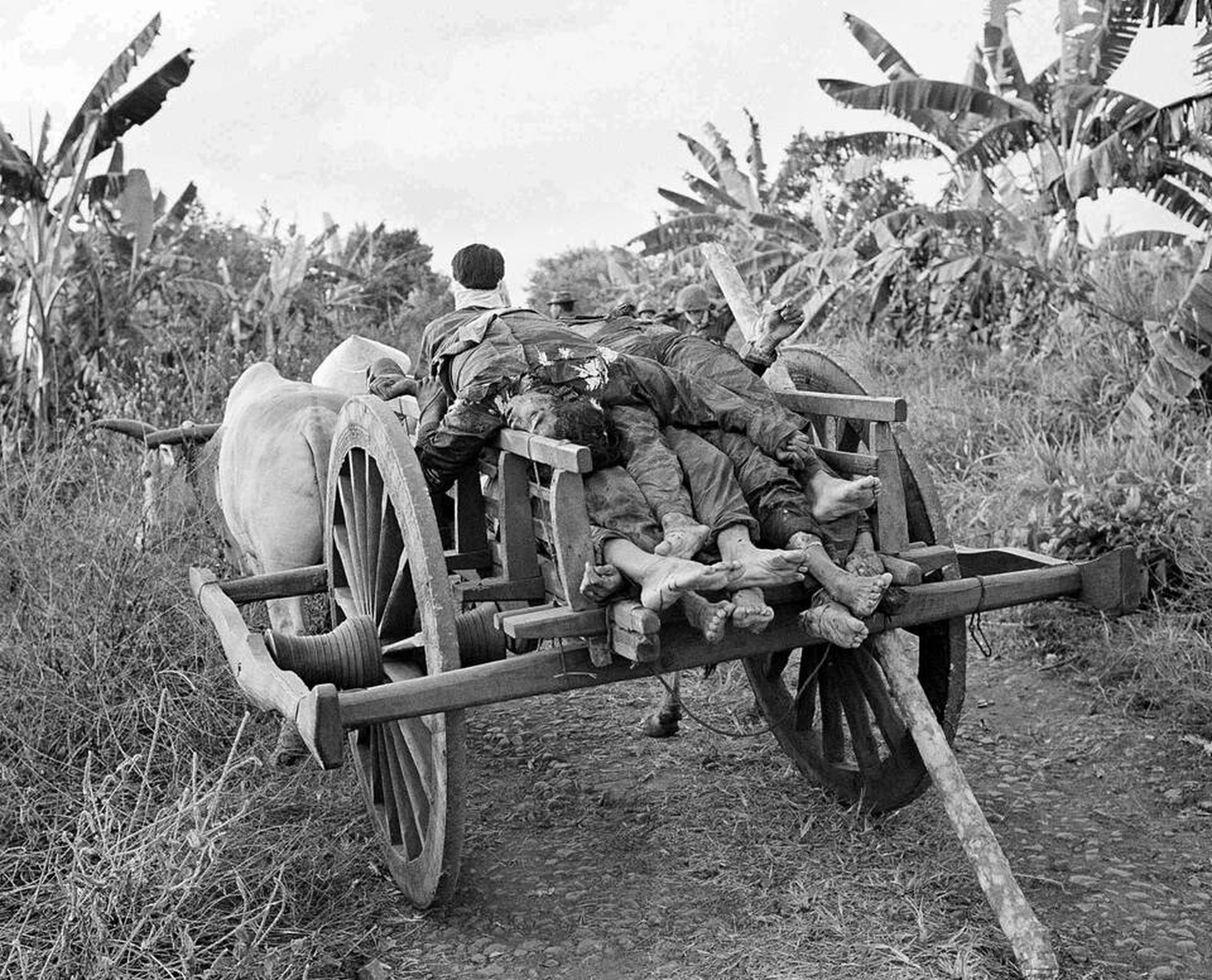
전장에서 치워지는 남베트남군의 시신

동맹국의 사상자 수는 훨씬 적었지만, 그래도 나빴다. MACV는 12월 28일부터 1월 6일 사이에 연합군이 전사 201명, 부상 192명, 실종 68명의 손실을 입었다고 보고했다. 이 손실 중 미군 부분은 전사 5명, 부상 8명, 실종 또는 포로 3명이었다. 다른 손실로는 M113 2대 파괴, 헬리콥터 4대 격추, M24 전차 4대 손상, 승무원 9명과 개인 화기 231정 손실이 포함되었다. 이 숫자에 12월 9일 기갑 부대의 패배와 촌락 주변의 지역군과 반군 사이의 많은 소규모 교전을 포함하여 12월 28일 이전에 발생한 손실을 더하면 총계는 증가하겠지만, 여전히 베트콩의 집계보다는 훨씬 낮을 것이다. 정부가 주변 시골 지역에서 영향력을 잃었다는 것은 부인할 수 없었다. 아마도 정부가 영향력을 잃지 않은 유일한 곳은 빈자 자체였을 것이다. 강력한 친정부 성향의 공동체는 놀랍도록 무사히 시련을 이겨냈고, 사기는 높았으며 베트콩에 대한 증오는 여전히 강했다.
빈자 작전 중 제271연대의 성과를 인정하여 베트콩 고위 사령부는 그들의 업적을 기리기 위해 부대에 '빈자 연대'라는 칭호를 수여했다. 빈자 작전 이후, 베트콩은 호아이득현과 주간 지방도 2호선과 15호선을 따라 덧도, 롱탄, 년짝의 전략촌을 점령했다. 그들은 또한 바리아와 빈투언성에 위치한 핫딕 기지 지역을 확장하여 베트남 인민군 해군이 메콩강 지역 주변의 베트콩 부대에 보급하는 데 사용하는 중요한 해상 운송로를 보호했다.:85
전쟁의 그 단계에서 빈자 전투는 남베트남이 겪은 최악의 패배였다. 손실에도 불구하고 ARVN은 이 전투를 자신들의 승리로 간주하고 빈자를 탈환하기 위해 희생된 병사들의 희생을 기리기 위해 전투 현장에 기념비를 세웠다.:73
여러 요인이 결과에 기여했다. 사이공의 정치적 혼란은 칸과 합동참모본부의 주의를 분산시켰다. 그들은 전개되는 공세에 대한 MACV의 경고를 무시하고 병력을 점진적으로 소용돌이 속으로 투입했다. 베트콩의 신중한 전장 선택은 곤경을 악화시켰다. 이 지역에는 도로가 거의 없었고, 있는 도로들도 많은 숲이 우거진 지역을 통과하여 매복에 취약했다. 매복 위협으로 인해 연합군은 주로 헬리콥터로 증원군을 배치했지만, 이것 또한 단점이 있었다. 광대한 고무 농장은 헬리콥터가 착륙할 수 있는 장소가 비교적 적다는 것을 의미했다. 접근 가능한 장소들은 베트콩이 미리 신중하게 준비해 두었다. 또한 헬리콥터가 항상 모든 부대를 한 번에 이동시킬 수 있는 것은 아니어서, 배치 시간이 길어져 연합군에게 충격과 기습의 이점을 빼앗겼다. 이러한 요인들이 복합적으로 작용하여 정부의 분산된 배치가 베트콩에게 유리하게 작용했다. 빈자는 또한 포병 사거리 밖이었고, MACV는 캠페인 기간 동안 남베트남이 포병을 그 지역으로 이동시키지 않은 것을 비판했다. 또한 공중 강습 전에 착륙지를 폭격하기에 충분한 항공력을 사용하지 않은 것도 비판했다. 전투 중 전투기-폭격기의 불충분한 사용 또한 지상군을 위험에 빠뜨렸는데, 밀림과 잘 준비된 참호가 미 육군 UH-1 건쉽이 탑재한 무기의 효과를 제한했기 때문이었다. 베트콩은 "적의 허리에 매달려" 항공력에 의한 손실을 더욱 최소화했다. 레인저와 해병대는 용감하게 싸웠지만, 고위 사령부는 그들을 실망시켰다.

## 전투 서열 (지상군)

### 남베트남 민족해방전선
- B2 전선의 주력군: 제271연대, 제272연대 (베트남 인민군 문서에서는 각각 제1연대, 제2연대 또는 Q761, Q762로 불렸으며 1965년 9월 2일 제9사단의 일부가 됨), 제80포병대.
- 제6, 7, 8군구 주력군: 제186대대, 제500대대, 제800대대, 제514대대
- 제7군구 지역군: 제440중대, 제445중대

### 베트남 공화국 육군
- 공수사단: 제1공수대대, 제3공수대대, 제7공수대대
- 해병사단: 제4해병대대
- ARVN 레인저스: 제30레인저대대, 제33레인저대대, 제38레인저대대, 제35레인저대대
- ARVN 포병 및 기갑 기병 지원: 포병 소대 2개, M-24 전차 부대 1개.[26]
- 미 육군 항공 지원: 제68강습헬리콥터중대

## 내용주
1. ↑  “Once upon a time Epic”. 《baobinhduong.vn》. 2022년 1월 22일에 확인함.
2. ↑  “Colonel Tạ Minh Khâm: a brave, cunning, and decisive commander”. 《cuuchienbinhtphcm.vn》. 2022년 1월 18일에 확인함.
3. 1 2 3 4 5  버스트폴 (1990), p. 40
4. 1 2 3 4 5 6 7 8  앙 쳉 관 (2002)
5. ↑  샤플렌 (1966), pp. 221–224.
6. ↑  카힌 (1986), pp. 182–186
7. ↑  카르노우 (1997), p. 352
8. 1 2 3 4  모야르 (2006)
9. 1 2 3 4 5 6  인민해방군 (1967)
10. ↑  “Unforgotten years”. 《baolamdong.vn》. 2022년 1월 20일에 확인함.
11. 1 2 3 4 5 6 7  프라이스 (2007)
12. ↑  버틀 (2024), p. 406
13. ↑  버틀 (2024), p. 406
14. ↑  버틀 (2024), p. 407
15. ↑  버틀 (2024), p. 407
16. ↑  버틀 (2024), p. 407
17. ↑  버틀 (2024), p. 408
18. 1 2 3 4 5 6 7 8  빈자 전투, k16vbqgvn.org; 2015년 3월 23일 접속.
19. ↑  버틀 (2024), p. 409
20. ↑  버틀 (2024), pp. 409-10
21. ↑  버틀 (2024), p. 410
22. ↑  버틀 (2024), p. 410
23. ↑  버틀 (2024), pp. 410-11
24. ↑  슐림슨 & 존슨 (1978), pp. 204-205
25. ↑  버틀 (2024), p. 411
26. ↑  버스트폴 (1990), p. 55